# WWE Stomping Grounds
Stomping Grounds (2019) là một sự kiện đấu vật chuyên nghiệp trả tiền theo lượt  sắp tới và sự kiện của WWE Network do WWE sản xuất cho các thương hiệu Raw và SmackDown của họ. Nó sẽ diễn ra vào ngày 23 tháng 6 năm 2019 tại Tacoma Dome ở Tacoma, Washington.

## Cốt truyện
Chương trình sẽ bao gồm các trận đấu xuất phát từ cốt truyện kịch bản, trong đó các đô vật thể hiện nhân vật phản diện, anh hùng hoặc các nhân vật ít phân biệt hơn trong các sự kiện kịch bản gây căng thẳng và lên đến đỉnh điểm trong một trận đấu vật hoặc loạt trận đấu. Kết quả được xác định trước bởi các nhà văn của WWE trên các nhãn hiệu Raw và SmackDown, trong khi cốt truyện được sản xuất trên các chương trình truyền hình hàng tuần của WWE, Monday Night Raw và SmackDown Live.

## Kết quả phù hợp
| Số.                                                                          | Trận đấu*                  | Thể thức                                                |
| ---------------------------------------------------------------------------- | -------------------------- | ------------------------------------------------------- |
| 1                                                                            | Bayley (c) vs. Alexa Bliss | Trận đấu đơn cho đai WWE SmackDown Women's Championship |
| - (c) - đề cập đến (các) nhà vô địch đi vào trận đấu - * Thẻ có thể thay đổi |                            |                                                         |